# Dawit Haile
Dawit Araya Haile, né le 10 juin 1987, est un coureur cycliste érythréen.

## Palmarès
- 2007
  - 2e du Tour d'Érythrée
- 2008
  - 2e du Tour d'Érythrée
- 2009
  - 2e étape du Tour d'Érythrée
- 2010
  - 3e étape du Tour de Libye
  - 5e du championnat d'Afrique sur route
- 2014
  - 3e étape du Tour du Rwanda
- 2016
  - 6e étape du Tour du Faso
  - 3e du Circuit d'Asmara

## Classements mondiaux
| Année           | 2008 | 2009 | 2010 | 2011 | 2012 | 2013 | 2014 | 2015 | 2016 | 2017 |
| --------------- | ---- | ---- | ---- | ---- | ---- | ---- | ---- | ---- | ---- | ---- |
| UCI Africa Tour | 81e  |      | 42e  | 27e  | 98e  |      | 82e  | 135e | 101e | 224e |